# 沙勒罗瓦—布鲁塞尔运河
沙勒罗瓦—布鲁塞尔运河（法語：canal Charleroi-Bruxelles）是比利时的一条运河，连接着沙勒罗瓦与布鲁塞尔，并通过维勒布鲁克运河连接安特衛普港。

## 图集

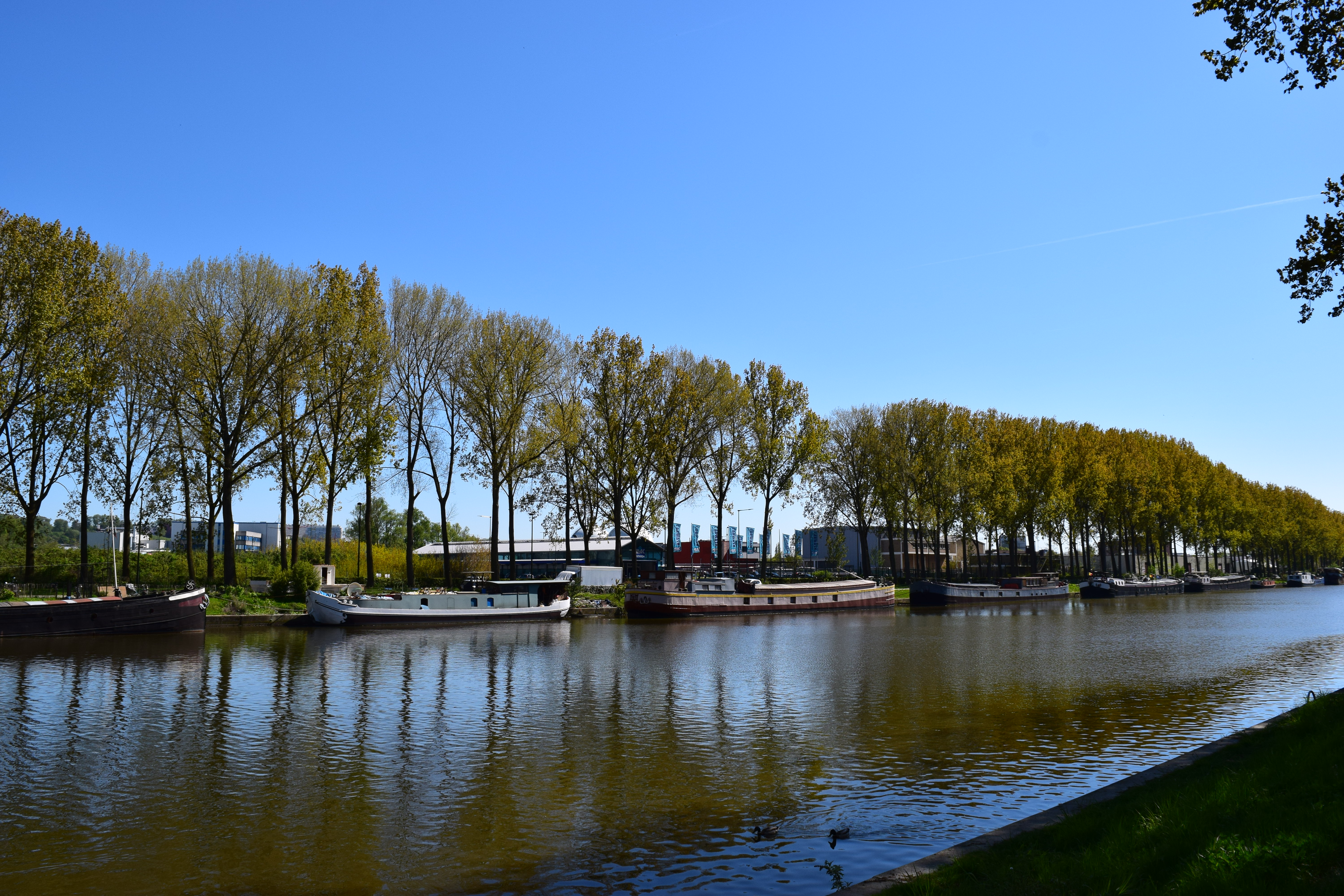
流经安德莱赫特的运河
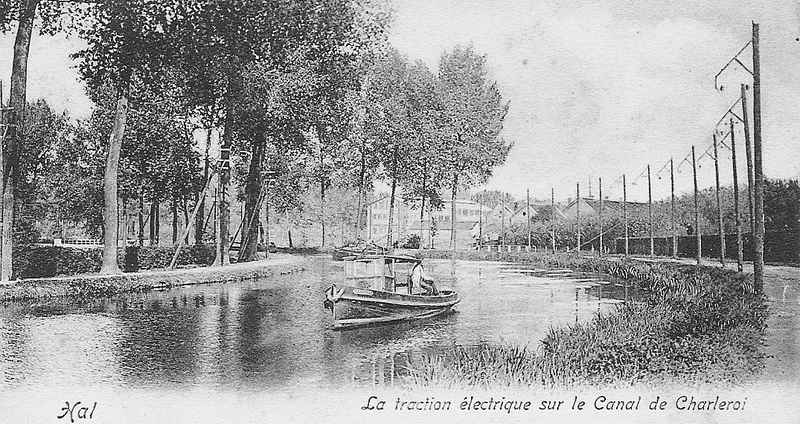
电动牵引船，1899年
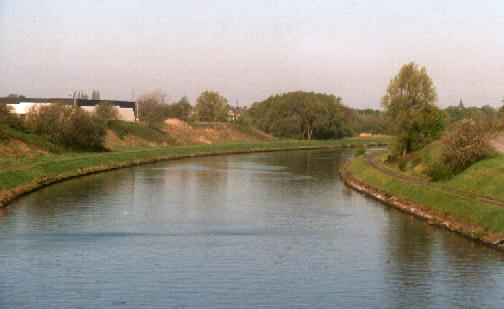
流经吕特尔的运河